# Зірка (фільм, 1949)
«Зірка» (рос. Звезда) — радянський чорно-білий фільм, знятий на кіностудії «Ленфільм» в 1949 році режисером Олександром Івановим за однойменною повістю Еммануїла Казакевича.

## Сюжет
Командуванню однієї з радянських дивізій стає відомо про передбачуваний контрудар противника. Розвідники, спрямовані у ворожий тил для уточнення даних, не повернулися. Нову групу із семи розвідників, позивний «Зірка», очолює лейтенант Травкін. Повертаючись після виконання завдання, група раптово зустрічається з німецьким загоном. Пославши одного з розвідників з донесенням, лейтенант Травкін з товаришами вступає в смертельну сутичку з ворогом…

## В ролях
- Анатолій Вербицький — лейтенант Травкін, командир групи
- Олексій Покровський — лейтенант Мещеряков, замполіт
- Ірина Радченко — Катя Сімакова, радистка
- Лідія Сухаревська — радистка Тетяна Улибишева
- Олег Жаков — полковник Сербиченко
- Олександр Хлопотов — полковник Ковальов
- Мовсун Санані — полковник Алієв, начальник штабу дивізії (в титрах фільму — Сан-Ані)
- Микола Крючков — сержант Мамочкін
- Василь Меркур'єв — старшина Аніканов
- Павло Волков — розвідник
- Володимир Марьєв — розвідник
- М. Степанов — Бражников, розвідник
- Ю. Абіх — Юра Голубовський, розвідник
- B титрах не зазначені:
- Никодим Гіппіус — епізод
- Сергій Карновіч-Валуа — полонений обер-фельдфебель Віллібальд-Ернст Беннеке
- Віктор Кулаков — начальник дивізійної розвідки
- Георгій Сатіні — капітан Дегтярьов
- Лев Степанов — німець
- Євген Тетерін — німецький генерал
- Андрій Файт — Вернер
- Володимир Чобур — старший лейтенант

## Знімальна група
- Сценарій — Павла Фурманського за повістю Еммануїла Казакевича
- Режисер-постановник — Олександр Іванов
- Режисери — Павло Арманд, Йосип Гіндін
- Оператори — Володимир Рапопорт, Сергій Іванов
- Композитор — Венедикт Пушков
- Художник — Семен Малкін
- Звукооператор — Лев Вальтер
- Директор картини — Йосип Поляков

## Цікаві факти
- Показ загибелі розвідників у фільмі йшов врозріз з вимогами мистецтва післявоєнних років, фільм був заборонений і залишився на полицях кіносховища в Білих Стовпах під Москвою. Глядачі побачили картину в 1953 році. В реальності група прототипу Лейтенанта Травкіна — Миколи Кириловича Ткаченка вціліла і сам він благополучно дожив до похилого віку. Прототип лейтенанта Мещерякова — Іван Мещеряков — Герой Соціалістичної Праці, лауреат Державної премії СРСР. Нагороджений двома орденами Леніна, орденами Жовтневої Революції, Червоного Прапора, Вітчизняної війни I і II ступеня, двома орденами Червоної Зірки, орденом «Знак Пошани», двома медалями «За бойові заслуги», багатьма іншими. Удостоєний нагород Чехословаччини і Польщі. Почесний громадянин міста Яремча Івано-Франківської області.
- Ось що говорив Микола Крючков після зйомок фільму:

У цьому фільмі Сталіну не сподобалося, що мій герой — сержант Мамочкін — перед тим, як підірвати себе, говорить «Ось так», а не «За Сталіна». І картину заборонили… [Архівовано 6 травня 2021 у Wayback Machine.]

- Після перегляду картини Сталіну не сподобалося, що наприкінці всі герої помирають. Він сказав — «Фільм відмінний, кінець перезняти. Герої не можуть померти».
- У фільмі персонаж Андрія Файту носить неіснуюче звання «унтергруппенштурмфюрер». У повісті Ем. Казакевича він названий капітаном, що відповідає званню гауптштурмфюрера у військах СС.